# Dunaújváros
Dunaújváros (v letech 1952–1961 Sztálinváros, německy Neustadt an der Donau, v doslovném překladu „Dunajské nové město“) je město v centrálním Maďarsku. Dunaújváros je jedním z nejmladších měst Evropy, bylo postaveno v padesátých letech v rámci industrializace země, v místě dřívější vesnice Dunapentele. Dnes je druhým nejvýznamnějším městem župy Fejér. Žije zde přibližně 41 tisíc obyvatel.

## Poloha
Město se nachází na pravém břehu Dunaje v župě Fejér, asi 70 km jižně od Budapešti, 58 km západně od Kecskemétu a 45 km jihovýchodně od Székesfehérváru. Postaveno bylo na mírně vyvýšeném ostruhu nad samotnou řekou, jižně od původní vesnice Dunapentele.

## Dějiny

### Dunapentele
Toto území bylo osídleno od dávných časů. Když západní Maďarsko bylo součástí římské provincie Pannonia, stálo v těchto místech město s vojenskou posádkou Intercisa. Brzy po usídlení maďarských kmenů v panonské nížině počátkem 10. století zde byla založena osada Pentele, pojmenovaná podle řeckého svatého Pantaleona.
V letech 1541 až 1688 pod vládou Osmanské říše v patnáctileté válce byla obec zpustošena. Během bojů za osvobození od habsburské nadvlády vedených Ferencem II. Rákóczim bylo místo zničeno opět. 18. století přineslo obci prosperitu, roku 1830 dostala právo pořádat dva trhy týdně, o rok později však vypukla epidemie cholery. Roku 1833 udělil Ferdinand V. obci Pentele městská práva. Kromě Maďarů žila v Dunapentele i malá[zdroj?] srbská komunita, jak dokládá existence pravoslavného kostela z roku 1696.
Na mapách prvního vojenského mapování z období panování císaře Josefa II. je patrná obec Dunapentele soustředěná do údolí potoka. V oblasti dnešního moderního města se rozkládala rozsáhlá vinice.
Železniční trať byla do Dunapentele zavedena až po konci 19. století, nejspíše na začátku století dvacátého. Vedena byla z města Abony. Původní nádraží dnes nese název Dunaújváros külső a leží severně od současného města.
První světová válka na Dunapentele tvrdě dolehla. Pole byla obdělávána ženami, starci a nemocnými. Později byla ve městě zřízena vojenská nemocnice.

### Sztálinváros
Po druhé světové válce komunisty ovládaná Maďarská lidová republika začala program industrializace země, zaměřený na hutní, zbrojní a chemický průmysl. Rozvoj ocelářství byl uskutečněn i přesto, že země neměla potřebné suroviny a musela je dovážet z SSSR. V závěru roku 1949 byl Dunaújváros vybrán za místo největšího ocelárenského komplexu. Do té doby ve městě žilo 3900 lidí. Původně se uvažovalo o lokalitě poblíž Moháče, ale zhoršující se maďarsko–jugoslávské vztahy vedly k posunu podniku do vnitrozemí. Pro zaměstnance hutí bylo potřeba postavit nové město pro 25 000 lidí. Celý plán byl zahrnut do prvního maďarského pětiletého plánu.

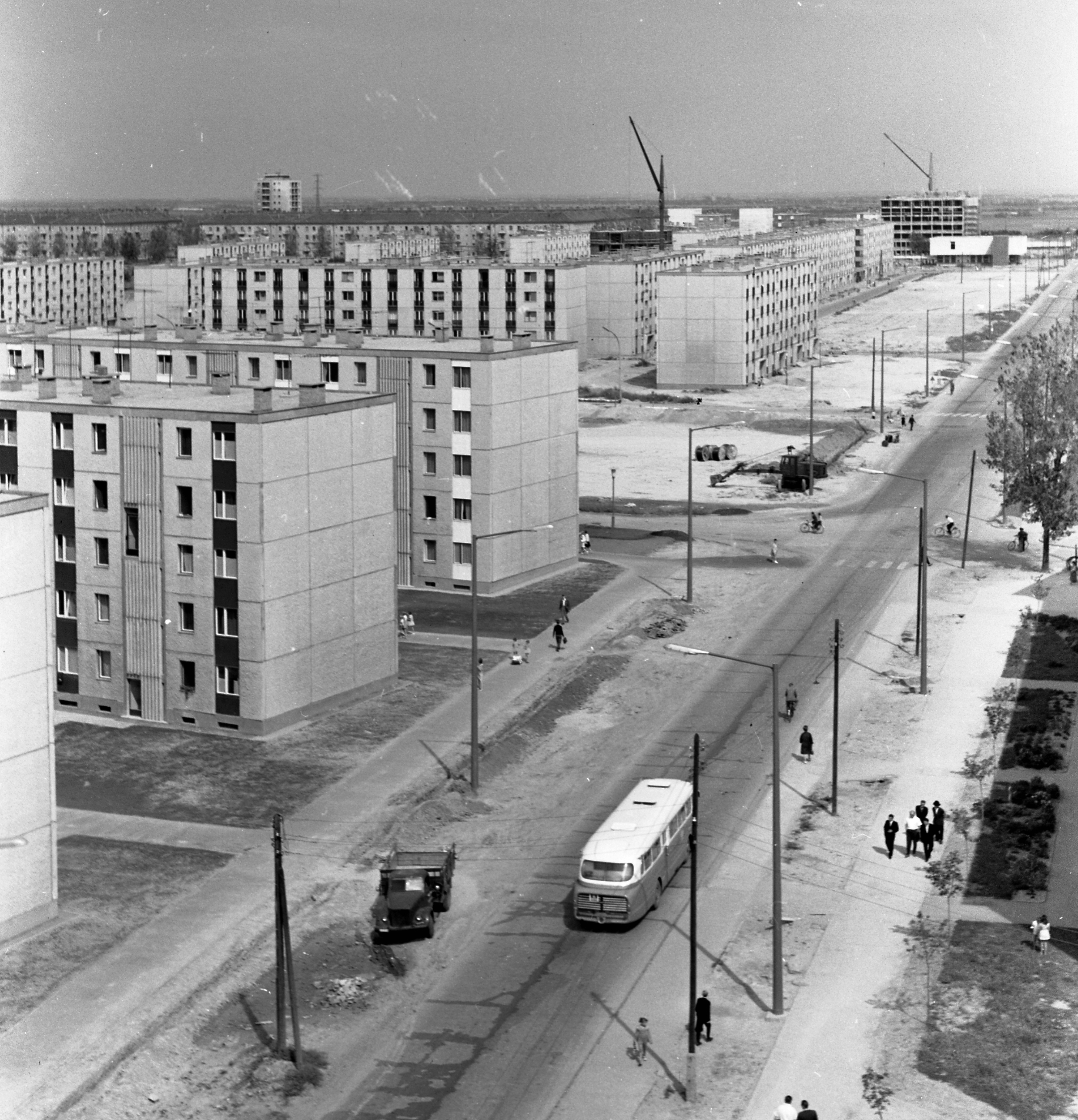
Stavba panelového sídliště v roce 1965.

Stavba města započala 2. května 1950 u Dunapentele. Zvolena byla vyvýšená plošina ležící v blízkosti původní vesnice Dunapentele a přibližně 50 metrů nad hladinou Dunaje.
Během jediného roku stavbaři postavili přes 1 000 bytů a průmyslový závod byl ve stavbě. Pracovalo zde na sedm tisíc lidí. Roku 1952 město bylo přejmenováno, podle tehdejší praxe na Sztálinváros, („Stalinovo město“). Vyprojektováno bylo jako plánované město s bytovými domy obklopené zelení, ne nepodobné např. Porubě nebo jiným městům, která tehdy vznikala na zelené louce. Většina bytových domů byla realizována v dispozici 2+1. I přes propagandistické pojetí výstavby města v tehdejších médiích však výstavbu provázely značné nedostatky a o povídaly se o nich vtipy.
Architektonickým stylem, který byl pro toto město (resp. pro jeho nejstarší části) zvolen, byl socialistický realismus. Kromě budov mu odpovídala i organizace veřejné zeleně a také umělecká díla (sochy představující jednotu dělníků a rolníků apod.) Ukázkou tohoto stylu je např. budova místního divadla (maďarsky színház). Vznikly ale i další objekty, např. přístav, budova zdravotnického zařízení (kliniky), hotel Zlatá hvězda (maďarsky Arány csillág). Mnohdy stavby imitovaly klasickou řeckou architekturu.
Při výstavbě nejstarších částí nového sídliště nebyla používána technologie panelové výstavby, domy byly budovány z cihel. Postupně byla ale zvyšována míra prefabrikace ve stavebních postupech, což umožňovalo zrychlování v dokončení jednotlivých objektů. Architektem celého města byl Tibor Weiner, který studoval v Německu styl Bauhaus. Nejstarší části města vznikly v blízkosti ulic Kossuth Lajos ut a Dozsa György ut.
Vzhledem k chybách v průmyslových řetězcích nicméně i tak docházelo ke zpožďování prací. Dalším problémem se ukázala být nepříliš pevná půda, která měla za následek sesuvy půdy. Bylo nutné zrušit výstavbu při břehu Dunaje a břeh veletoku dodatečně zpevnit.
V dubnu 1951 byla obec prohlášena oficiálně za město. O rok později již žily v novém městě desítky tisíc lidí. Výstavba středu města byla dokončena roku 1953  a pokračovala dále všemi směry.
Kvůli výstavbě průmyslového závodu a nového města byla také na jeho západní okraj přeložena i silnice č. 6, která tvoří západní obchvat Dunaújvárose. Později ji doplnila i dálnice.
Stejně jako v dalších městech bývalého východního bloku, i v Dunaújvárosi existovala tzv. Pionýrská železnice. Zprovozněna byla v roce 1958, rozšířena roku 1962 a zanikla v roce 1976.
Později bylo město rozšířeno o nové části, které tvoří panelová sídliště.
Roku 1954 byl otevřen železárenský podnik a městská populace se vyšplhala na 27 772 obyvatel; z toho 85 % v nových panelových bytech, 4 200 osob však stále obývalo provizorní objekty pro ubytování stavebních dělníků. V novém městě začala fungovat městská autobusová doprava, kulturní a sportovní zařízení, základní škola Endre Ságváriho byla svého času největší ve střední Evropě. Od roku 1953 zde byla funkční rovněž i univerzita. Roku 1956 výstavbu přerušilo zemětřesení a povodeň. Ne všichni obyvatelé města se sem sestěhovávali dobrovolně; na "protisocialistické živly" vyvíjela v celém Maďarsku nátlak tehdejší vláda, aby se do Dunaújvárose přestěhovaly.
V říjnu 1956 v zemi začalo Maďarské povstání. Z různých míst v okolí vysílala nelegální radiová stanice Rákóczi. Po vstupu sovětských vojsk do Maďarska byl vyhlášen výjimečný stav, obyvatelé se pokoušeli o obranu před okupanty. Rudoarmějci město až dobyli 7. listopadu 1956. Po dobu povstání se městu vrátil název Dunapentele. V roce 1957 zde byl nalezen keltský poklad čítající 300 mincí tzv. tetradrachem.
Po skončení povstání město platilo za „výkladní skříň“ maďarského socialismu. Zamýšleno bylo jako modelové město a stalo se cílem mnoha zahraničních návštěv, například Jurije Gagarina nebo indonéského prezidenta Sukarna. Po Gagarinovi bylo ve městě také pojmenováno náměstí. Roku 1960 město oslavilo teprve desáté výročí, přesto čítalo 31 000 obyvatel.

### Dunaújváros

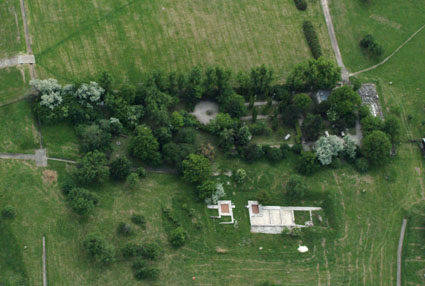
Dunaújváros - pozůstatky římského města Intercisa

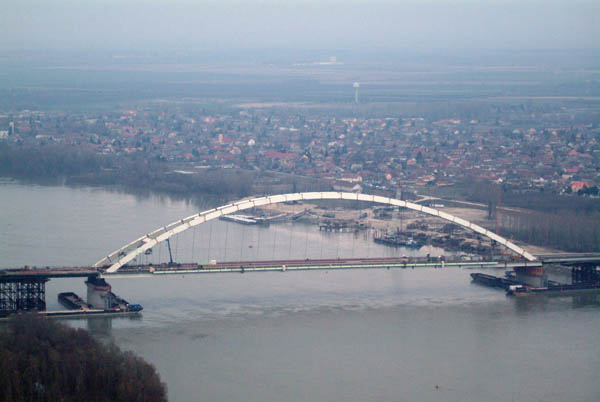
První a jediný most přes Dunaj v Dunaújvárosi, architektonicky i způsobem výstavby shodný s Mostem Apollo v Bratislavě.

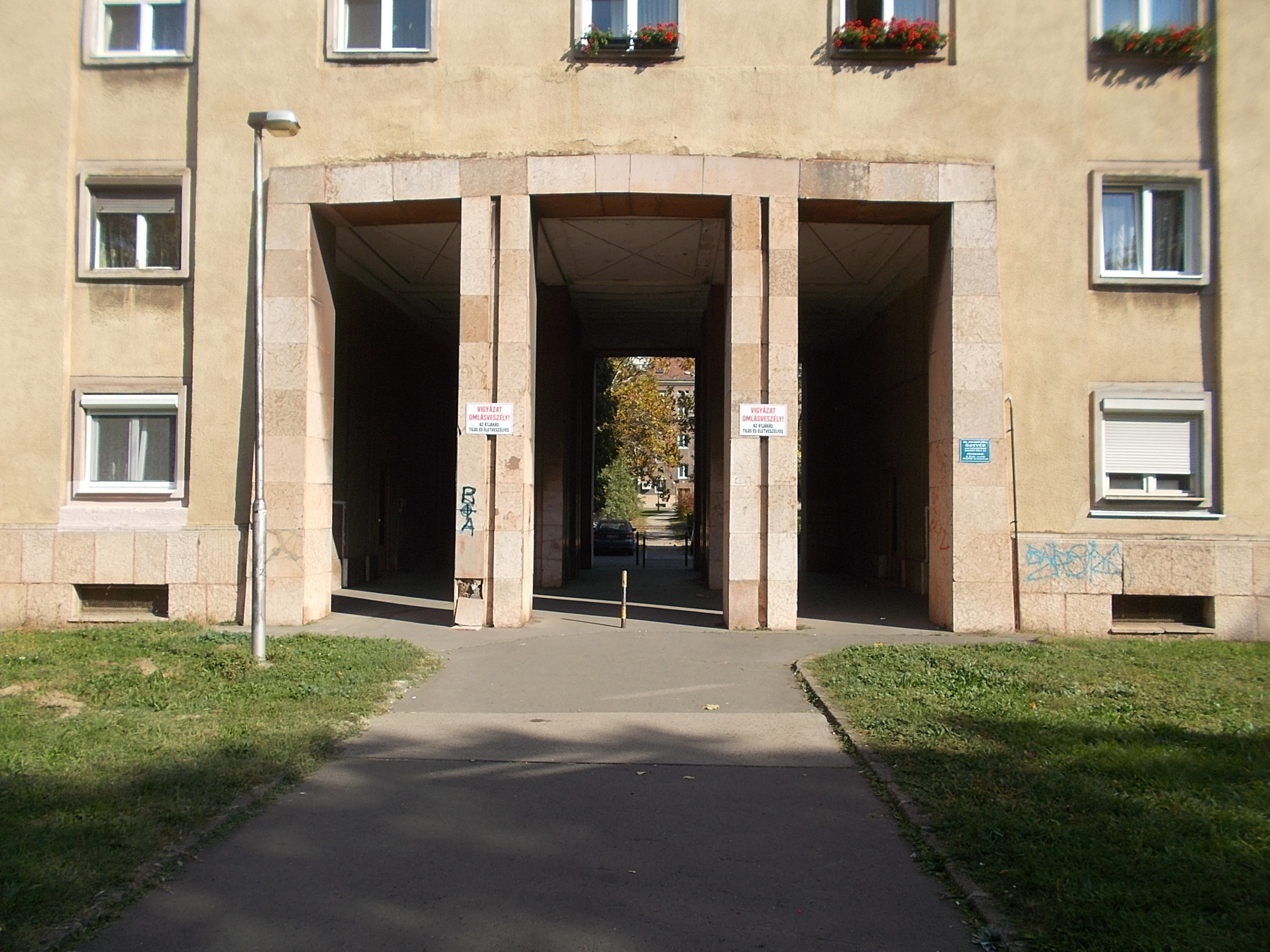
Brána jednoho z domů v Dunaújvárosi.

26. listopadu 1961 město dostalo současný název Dunaújváros jako následek Stalinova úmrtí (1953) a Maďarského povstání (1956). V překladu znamená Dunajské nové město. V této době zde žilo zhruba třicet tisíc většinou mladých lidí.
Další rozvoj sídla, který byl realizován prostřednictvím panelových domů zvyšoval počet obyvatel. Někteří maďarští politici své doby přemýšleli nad povýšením Dunaújvárosu na župní město (na úkor Székesfehérváru), nicméně tato myšlenka nebyla nakonec vůbec uskutečněna, předně také proto, že druhé uvedené město bylo co do počtu obyvatel větší a proto bylo přirozeným regionálním centrem. Naopak mladé město se – ač mělo být vzorem pro řadu dalších maďarských sídel – potýkalo v 60. a 70. letech nedostatkem služeb pro stále rostoucí počet obyvatel. Některé obytné části města proto musely být přeprojektovány, aby zde vznikly nové obchodní domy a samoobsluhy. Zástavba byla postupně rozšiřována směrem na sever směrem k původnímu Dunapentele, se kterým nakonec vytvořilo město jediný stavební celek. Sídliště vyrostla také i v blízkosti železniční stanice.
V roce 1991 získal Dunaújváros statut města s župním právem.
Komplex DUNAFERR je stále rozhodujícím podnikem maďarského hutního průmyslu a největším zaměstnavatelem v okolí. Jeho vliv zůstává dominantní i na život ve městě.
V roce 2016 byla podepsána smlouva na výstavbu nového logistického parku poblíž města a na renovaci původního akvaparku a plaveckého bazénu.

## Obyvatelstvo
Nejvíce lidí zde žilo v roce 1980 (cca 60 000), od té doby počet obyvatel klesl o čtvrtinu na 45 000 (2017). 21. století však přineslo i rozvoj dopravní infrastruktury: od roku 2006 město spojuje s Budapeští dálnice M6, přes Dunaj se staví první most v okolí, stejné konstrukce jako Most Apollo v Bratislavě. V provozu je Jihokorejská továrna na pneumatiky Hankook.

## Kultura
Ve městě se nachází divadlo a muzeum Intercisa, které se věnuje dědictví památek Římské říše. Místní knihovna nese název podle prezidenta Józsefa Attily.

## Zeleň a životní prostředí
Hlavní oázu zeleně představují pro město především lužní lesy okolo Dunaje a dále městské parky. Park se nachází i na svahu nad Dunajem, odděluje zástavbu od svahu. V blízkosti původní obce se rovněž nachází i ostrov Szalkisziget, který byl historicky skutečným ostrovem, později byl ale spojen nejprve mostem a později náspem[zdroj?] s pevninou.

## Doprava
Západně od města prochází dálnice M6 a jižně potom dálnice M8, obě zde uvedené se zde kříží. Dálnice M8 překonává jižně od Dunaújvárose řeku Dunaj po obloukovém mostu Pentele híd.
Městem rovněž prochází i železniční trať Pusztaszabolcs – Paks, a to severojižním směrem. Hlavní nádraží je umístěno na západním okraji města a severně od průmyslových zón. Pouze severní část trati až do Dunaújvárose je elektrifikovaná. 
Město má také vlastní přístav pro cestující, dále trajektový přístav a nákladní přístav. Nákladní přístav byl postaven roku 1954 a jeho existence je nerozlučně spjata s ocelárnami. Po předání mostu Pentele híd, který byl postaven na jih od města, byla v roce 2009 přerušena trajektová doprava mezi Dunaújvárosem a Szalkszentmártonem. Až do 60. let 20. století do města vedla pravidelná lodní linka z Budapešti.
Devět kilometrů jižně od města se nachází sportovní letiště se zatravněnou ranvejí o délce 950 m.

## Školství
V roce 1953 zde byla zřízena metalurgická škola, dnes se jedná o univerzitu (maďarsky Dunaújvárosi Egyetem). Nachází se zde také gymnázium Istvána Széchenyiho.

## Sport
Ve městě se nachází krytý plavecký bazén pojmenovaný po Évě Fabó. V jižní části města leží sportovní areál, kde se nachází plavecký bazén a akvapark.

## Známé osobnosti
- Márton Vas (1980), hokejista
- János Vas (1983), hokejista
- Balázs Ladányi (1976), hokejista
- Imre Peterdi (1980), hokejista
- Tamás Bodrog, bývalý fotbalista
- Viktor Szélig, hokejista

## Partnerská města
- Elbasan, Albánie
- Linz, Rakousko
- Silistra, Bulharsko
- Villejuif, Francie
- Terni, Itálie
- Giurgiu, Rumunsko
- Sremska Mitrovica, Srbsko
- İnegöl, Turecko
- Alčevsk, Ukrajina
- Coventry, Velká Británie
- Štiavnica, Slovensko